# 芦屋市消防本部
芦屋市消防本部（あしやししょうぼうほんぶ）は、兵庫県芦屋市の消防部局（消防本部）。管轄区域は芦屋市全域。

## 概要
- 消防本部：芦屋市精道町8-26
- 管内面積：18.57km2
- 職員定数：110人
- 消防署1カ所、分署1カ所、出張所1カ所、分遣所1カ所
- 主力機械（2024年4月1日時点）
  - 普通消防ポンプ自動車：6
  - 水槽付消防ポンプ自動車：1
  - はしご付消防自動車：1
  - 高規格救急自動車：5
  - 救助工作車：1
  - 指揮広報車：1
  - 活動支援車：1
  - 資機材搬送車：1
  - 連絡車：2

## 沿革
- 1945年4月　官設消防として、西宮消防署芦屋出張所を開設する[1]。管轄区域は芦屋市と本庄村・本山村（いずれも現・神戸市東灘区）の1市2村[2]。
- 1947年4月　芦屋出張所が芦屋消防署に昇格する[2]。管轄区域に御影町・魚崎町・住吉村（いずれも現・神戸市東灘区）が加わり、1市2町3村となる[3]。
- 1947年8月　魚崎出張所を開設する[3]。
- 1948年3月　自治体消防として、芦屋市と5町村による消防組合の芦屋市消防組合消防本部・消防署が発足する[2]。
- 1950年3月　消防組合より3町村（御影町・魚崎町・住吉村）が同月末日付で脱退[2]（3町村は4月1日付で神戸市に編入合併し、新設された東灘区に所属。消防関係については、魚崎出張所を含めて、灘区上野通に設置されていた[4]神戸市消防局東消防署[注釈 1]に管轄が変更となる[3]）。
- 1950年10月　消防組合より2村（本庄村・本山村）が同月9日付で脱退（脱退した2村は翌10日付で神戸市に編入合併、所属自治体・消防関係の管轄は前記3町村と同様[3]）。この結果、同組合加入自治体が芦屋市単独となった為、翌10日付で、組合を解散し芦屋市消防本部・芦屋市消防署を設置する[2]。
- 1962年8月　消防本部庁舎を新築し、業務を開始する。
- 1965年7月　消防本部に課制を導入する。
- 1966年4月　救急自動車を消防署に配備し、救急業務を開始する。
- 1967年12月　化学消防自動車を消防署に配備する。
- 1968年11月　はしご付消防自動車を消防署に配備する。
- 1975年12月　東山出張所を開設し、消防・救急業務を開始する。
- 1979年10月　高浜分署を開設し、消防・救急業務を開始する。
- 1983年12月　救助工作車を消防署本署に配備する。
- 1993年1月　高規格救急自動車を消防署本署に配備する。
- 1993年12月　救急救命士業務の運用を開始する。
- 1999年4月　奥池分遣所を開設し、消防・救急業務を開始する。

## 組織
- 本部 - 管理課、警防課、予防課
- 消防署

## 消防署
| 消防署       | 住所       | 分署等                                                                  |
| ------------ | ---------- | ----------------------------------------------------------------------- |
| 芦屋市消防署 | 精道町8-26 | 高浜分署：高浜町7-2-104 東山出張所：東山町27-8 奥池分遣所：奥池南町34-5 |